# Pomponio Leto
Giulio Pomponio Leto (in latino Julius Pomponius Laetus; Amendolara, 1428 – Roma, 9 giugno 1498) è stato un umanista italiano.

## Biografia
Altrimenti noto con i nomi di Giulio Sabino o Pomponio Sabino, era figlio illegittimo di Giovanni Sanseverino, conte di Marsico e fratello minore di Roberto, principe di Salerno (il cognome "Pomponio Leto" è uno pseudonimo umanistico, molto probabilmente legato al cognome della madre).
Si trasferì a Roma nel 1450, studiando con Lorenzo Valla e Teodoro Gaza. La sua conoscenza di Roma antica era immensa e i suoi lavori numerosi; essi includono un compendio storico di imperatori romani e imperatori bizantini, il Romanae Historiae Compendium, pubblicato postumo nel 1499 a Venezia e successivamente riedito più volte. Il Compendium è importante perché Pomponio è il primo autore a rivalutare in maniera esplicita, dopo la netta condanna medievale, l'ultimo imperatore pagano, Giuliano l'Apostata. Fu inoltre un commentatore instancabile dei classici: come insegnante all'Università di Roma commentò fra gli altri Columella, Lucano, Stazio, Virgilio. Le sue opere esegetiche ebbero notevole successo editoriale, in edizioni spesso contraffatte.
Come tutore ebbe grande influenza su Alessandro Farnese, futuro papa Paolo III.

### L'Accademia Romana
Nel 1466, papa Paolo II rinnovò il collegio degli abbreviatori della cancelleria, la cui funzione era di formulare i documenti pontifici, rimuovendone quanti a suo giudizio non erano perfettamente integri e onesti. Gli oratori e i poeti respinti, da lungo tempo usi a ottenere questi incarichi, sollevarono una tempesta di indignazione.
Uno di questi, Bartolomeo Sacchi, detto Platina, scrisse una lettera minacciosa al papa e fu per questo imprigionato, ma poi prosciolto; nel 1467 venne imprigionato nuovamente con l'accusa di aver partecipato a una congiura contro il papa, e venne sottoposto a tortura, essendo accusato, assieme ad altri abbreviatori, di avere ideali pagani. Per rappresaglia Platina, nel suo Vitae pontificum, ritrasse in modo sfavorevole la personalità di Paolo II.
In seguito a ciò, per opera di Pomponio Leto sorse l'Accademia Romana, che divenne ben presto un cenacolo di letterati devoti alla classicità al punto di voler restaurare l'antica religione (progetto unico nel panorama dell'umanesimo quattrocentesco e che denotava una certa vocazione eversiva), come pare essere avvenuto all'interno dell'Accademia stessa dove si celebrava ritualmente il Natale di Roma (21 aprile) e dove Leto aveva restaurato il pontificato massimo pagano. Ciò sembra essere confermato anche da alcune iscrizioni scoperte nell'Ottocento nelle catacombe romane, ove si trovano iscritti i nomi dei membri dell'Accademia Romana accanto a iscrizioni incitanti alla dissolutezza: Pomponio Leto è chiamato Pontifex Maximus e Pantagathus, cioè prete.
Nel febbraio 1468 la polizia romana scoprì una cospirazione contro il papa, il cui progetto sarebbe stato di assassinare Paolo II e di proclamare la Repubblica romana, e operò molti arresti, principalmente fra i membri dell'Accademia. A causa di delazioni fu quindi scoperta la deriva eversiva dell'Accademia: il pontefice ne decretò lo scioglimento, e l'incarcerazione e la tortura per i membri.
Paradossalmente ciò costituì la salvezza per l'umanista, che era detenuto a Venezia in attesa di un processo per sodomia, che rischiava seriamente di costargli la vita. Estradato a Roma, con l'accordo che sarebbe stato reinviato a Venezia se non fosse stato condannato a Roma, fu in realtà tenuto in carcere per qualche tempo ma poi, scagionato dalle accuse, venne liberato.